# Kagarko
Kagarko è una città della Repubblica Federale della Nigeria appartenente allo Stato di Kaduna. 
È il capoluogo dell'omonima area a governo locale (local government area) che si estende su una superficie di 1.864 km² e conta una popolazione di 240.943 abitanti.